# Saison 2015 du Fighting Irish de Notre Dame
Chronologie
Précédent Suivant
La saison 2015 du Fighting Irish de Notre Dame est le bilan de l'équipe de football américain du Fighting Irish de Notre Dame qui représente l'Université de Notre-Dame-du-Lac dans le Championnat NCAA de football américain 2015 du FBS organisé par la NCAA et ce en tant qu'équipe indépendante.
Elle joue ses matchs à domicile au Notre Dame Stadium et est dirigée pour la 6e saison consécutive par l'entraîneur Brian Kelly.

## L'avant-saison

### Saison 2014
L'équipe de 2014 termine la saison régulière avec un bilan de 7 victoires pour 5 défaites.
Ils sont éligibles et acceptent l'invitation à participer au Music City Bowl 2014 qu'ils remportent en battant les Tigers de LSU sur le score de 31 à 28.

### Draft 2015 de la NFL
Un seul joueur (sur cinq candidats ou prospects) de Notre Dame a été sélectionné lors de la Draft 2015 de la NFL :
| Tour | Choix numéro | Joueur     | Poste | Équipe                  |
| ---- | ------------ | ---------- | ----- | ----------------------- |
| 7    | 229          | Ben Koyack | TE    | Jaguars de Jacksonville |

### Transferts sortants
Le 19 mai 2015, le QB Everett Golson a annoncé son transfert chez les Seminoles de Florida State. Golson sera en mesure de jouer immédiatement puisqu'il est diplômé de Notre-Dame. Le 11 juin 2015, le sophomore defensive end Jhonny Williams annonce qu'il va quitter l'université sans donner sa destination.

### Transfert entrants
Avery Sebastian, un DB qui jouait aux Golden Bears de la Californie, annonce qu'il sera transféré à Notre Dame en juin après qu'il aura reçu son diplôme en mai 2015. Il sera inscrit dans un programme d'études supérieures tout en épuisant sa dernière saison d'éligibilité.

### Changements d'entraîneurs
L'entre saison apporte quelques changements au niveau des entraîneurs, trois entraîneurs adjoints ayant quitté Notre Dame vers d'autres opportunités :
- Kerry Cooks part à l'Université de l'Oklahoma comme entraîneur des Defensive Ends[6].
- Matt LaFleur part aux Falcons d'Atlanta en NFL comme entraineur des Quarterbacks[7].
- Tony Alford part chez les Buckeyes d'Ohio State comme coordinateur des Running Backs[8].

En outre, Bob Elliott qui était entraîneur des Outside Linebackers s'installe dans un rôle d'encadrement hors-terrain au sein du programme.
Pour remplacer ces départs, Notre Dame voit arriver 4 nouveaux entraineurs :
- Mike Sanford, Jr., ancien coordinateur offensif et entraineur des Quarterbacks chez les Broncos de Boise State accepte le même rôle à Notre Dame[10]
- Todd Lyght, un ancien joueur All-American de Notre Dame et entraineur des Cornerbacks chez les Commodores de Vanderbilt, accepte d'intégrer le staff de Notre Dame dans le même rôle[11].
- Keith Gilmore, anciennement entraineur de la ligne défensive chez les Tar Heels de la Caroline du Nord, accepte le même rôle à Notre Dame.
- Autry Denson, ancien joueur de Notre Dame et entraîneur des Running Backs chez les Bulls de South Florida, accepte le même rôle à Notre Dame[12].

### Classe de recrutement
Brian Kelly reçoit 24 engagements pour sa 5e classe complète de recrutement, incluant un joueur 5 étoiles Aliz'e Jones. La classe regroupe des étudiants-athlètes de 13 différents états des États-Unis.

## L'Équipe

### La tactique
| Systèmes        | Tactiques |
| --------------- | --------- |
| Schéma Défensif | 3-4       |
| Schéma Offensif | Spread    |

### Les capitaines d'équipe
- Sheldon Day (DL)
- Nick Martin (C)
- Jaylon Smith (LB)
- Joe Schmidt (LB)

### Présentation de la saison[14]
Depuis l’arrivée de l'entraîneur Brian Kelly à South Bend (Indiana), le Fighting Irish a toujours remporté au moins 8 matchs/saison mais ils ont aussi été battus au moins 4 fois/an à l’exception de la campagne 2012, qui avait vu Notre Dame terminer invaincu jusqu’à la finale nationale. Pas suffisant pour le programme le plus victorieux de l’Histoire du College Football.

#### Les conséquences
Un grand coup de balai au niveau du groupe des entraîneurs. Le coordinateur offensif Mike Sanford débarque de Boise State pour redonner du punch à l’attaque. Autry Denson (recordman du nombre de yards au sol de l’université Notre Dame avec 4 448 yards) prend les rênes des running backs. Grand ami de Brian Kelly depuis leurs années à Grand Valley State, Central Michigan et Cincinnati, Keith Gilmore (ex-North Carolina) est le nouvel entraîneur de la ligne défensive et l’ancien All-American Todd Lyght s’occupera du secondary. Le début de saison 2014 avait pourtant été prometteur : une fiche de 7-1 pour commencer le mois de novembre. La suite fut chaotique. 4 défaites pour conclure la saison. Blessures et inexpérience ont coûté cher aux Irish. Toutefois, avec le retour d’un groupe de joueurs talentueux et plus expérimentés des deux côtés du ballon et le début de l’ère du QB Malik Zaire, très solide lors de la victoire de Notre Dame face à LSU au Music City Bowl, le Fighting Irish pourrait être la bonne surprise de cette saison 2015.

#### Le calendrier
2015 marque la seconde saison de l’accord entre la conférence ACC et Notre Dame, qui affronte successivement, cette année, Virginia, Georgia Tech, Clemson, Pittsburgh, Wake Forest et Boston College (à Fenway Park). Les Fighting Irish seront également opposés à Texas, UMass, Navy, USC, Temple et Stanford. Si le programme du campus de South Bend (Indiana) parvient à établir un certain momentum en s’imposant notamment face à Texas et Clemson, la possibilité de voir le Fighting Irish se battre pour une place en College Football Playoff n’est pas à écarter.

#### L'attaque
L’attaque de Notre Dame a montré de gros progrès en 2014 par rapport à une saison 2013 décevante (32.8 points par match contre 27.2 et 444.9 points par match contre 405.8) ce qui n’a pas permis à au coordinateur Mike Denbrock de sauver sa tête. Il a été remplacé par l’adepte de l’attaque totale, Mike Sanford (ex-Boise State). Ce dernier n’aura pas à faire face à une quarterback battle puisque le senior QB Everett Golson a fait ses valises pour Florida State laissant ainsi la voie ouverte au prometteur sophomore QB Malik Zaire. Ce dernier profitera assurément du retour de l’une des meilleures lignes offensives du pays menée par le senior LT Ronnie Stanley, qui fait son retour à South Bend alors qu’il aurait pu être sélectionné dans les 2 premiers tours de la dernière draft de la NFL. C Nick Martin et RG Steve Elmer ont le potentiel de futur All-American. Le sophomore LG Quenton Nelson et le junior RT Mike McGlinchey complètent un front five puissant et mobile parfaitement adapté à l’attaque spread de Mike Sanford. Le groupe de receveurs est quasiment intact. Le junior WR William Fuller (76 réceptions, 1 094 yards, 15 TDs en 2014) a complètement explosé en 2014 devenant le recordman du nombre de TDs sur réception en une saison de l’université Notre Dame avec 15 TDs. Les seniors WR Chris Brown (39 réceptions, 548 yards, 1 TD en 2014) et Amir Carlisle (23 réceptions, 309 yards, 3 TD en 2014) sont également de retour tout comme le géant WR Corey Robinson (40 réceptions, 539 yards, 5 TDs en 2014), fils du légendaire joueur NBA, David Robinson. La sensation du printemps, le WR C.J. Prosise, pourrait connaître une année faste au poste de slot receiver, lui qui sera aussi utilisé comme running back. Le talentueux junior RB Tarean Folston (889 yards au sol, 6 TDs en 2014) sera privé de l'aide du RB Greg Bryant (ancienne recrue 5 étoiles), ce dernier ayant été déclaré inéligible par Notre Dame en aout 2015 pour des raisons académiques. Folston possède un talent fou et s’ils parvient à prendre confiance en début de saison, il pourrait se révéler un des meilleurs running back des plus dynamiques au niveau national. Successeur du populaire TE Ben Koyack, le junior TE Durham Smythe a tout à prouver à un poste de tight-end qui pourrait être la faiblesse de Notre Dame en 2015.

#### La défense
2014 fut une saison de tous les contrastes pour la défense de Notre Dame. Les cinq premiers adversaires du Fighting Irish ont été limités à une moyenne de 12 points par match mais les huit suivants ont inscrit 39,8 points en moyenne ! Le jour et la nuit. En cause, de très nombreuses blessures à des postes-clés et le système défensif peut-être trop complexe du coordinateur défensif Brian VanGorder pour de jeunes joueurs inexpérimentés. Les blessés de la saison passée sont de retour et c’est une défense solide et mature qui va commencer la campagne 2015 du Fighting Irish (10 titulaires de retour). Le capitaine DT Sheldon Day (40 plaquages en 2014), le junior LB DE Jaylon Smith (112 plaquages et 9 sacks en 2014) et l’ancien walk-on, LB Joe Schmidt (65 plaquages, deux interceptions en 2014), élu MVP défensif en 2014 malgré une absence de 4 matchs en fin de saison, seront les leaders d’un secteur défensif sous-estimé. Après une épouvantable performance en 2014 avec seulement 26 sacks réussis, le front four devra faire beaucoup mieux. Le sophomore DE Isaac Rochell (7.5 plaquages pour perte en 2014) s’est révélé l’an passé; il formera avec le senior DE Romeo Okwara (4 sacks en 2014) un duo de pass-rusher, qui pourrait se voir chambouler par la présence du prometteur sophomore DE Andrew Trumbetti. Le senior DT Jarron Jones est de retour de blessure. On suivra aussi le robuste freshman NT Jerry Tillery. En plus de LB Jaylon Smith et LB Joe Schmidt, le groupe de linebackers comprend le senior LB James Onwualu et le sophomore ILB Nyles Morgan (47 plaquages en 2014), capable de plaquages explosifs. Sur le secondary, le retour de suspension académique du senior CB KeiVerae Russell est crucial. Il formera une solide pair de cornerbacks avec le junior CB Luke Cole (quatre interceptions en 2014). SS Elijah Shumate (66 plaquages en 2014) et FS Max Redfield (68 plaquages en 2014) ont souffert en fin de saison, en grande partie à cause d’une nette baisse de régime du front seven à la suite de nombreuses blessures. Le senior S Mathias Farley (4 interceptions en 2014), parfois inconstant, reste un vrai playmaker.

#### Les équipes spéciales
Grand changement au niveau des équipes spéciales. K/P Kyle Brindza est parti ce qui laisse le poste de punter au sophomore P Tyler Newsome et à celui de kicker au freshman K Justin Yoon. Sur les retours de coup de pied, PR Greg Bryant et KR Amir Carlisle sont à surveiller comme le lait sur le feu.

#### En conclusion
Notre Dame a remplacé davantage d'entraîneurs-assistants que de titulaires. C’est plutôt rassurant pour un programme qui semble posséder le talent suffisant pour prétendre venir se battre pour une place en College Football Playoff. Avec l’annonce du transfert de QB Everett Golson vers Florida State, la situation des quarterbacks est limpide : le sophomore QB Malik Zaire sera le leader de l’attaque. La saison 2012 conclue par une fiche de 12-1 parait loin mais jamais depuis le Fighting Irish n’a pas semblé aussi solide. La plateau des 10 victoires est possible. Il faudrait un QB Malik Zaire en mode « Heisman Trophy » pour voir les Irishs en demi-finale nationale.

### Le Staff
| Noms             | Postes                                                    | Ancienneté à Notre Dame | Alma Mater (Année)        |
| ---------------- | --------------------------------------------------------- | ----------------------- | ------------------------- |
| Brian Kelly      | Entraîneur principal                                      | 6e                      | Assumption (1982)         |
| Mike Denbrock    | Assistant de l'entraîneur principal et des Wide Receivers | 6e                      | Grand Valley State (1987) |
| Brian VanGorder  | Coordinateur Défensif                                     | 2e                      | Wayne State (1980)        |
| Harry Hiestand   | Coordinateur de la ligne offensive et du jeu de course    | 4e                      | East Stroudsburg (1983)   |
| Scott Booker     | Coordinateur des Tight Ends et de Équipes Spéciales       | 4e                      | Kent State (2003)         |
| Autry Denson     | Coordinateur des Running Backs                            | 1er                     | Notre-Dame-du-Lac (1999)  |
| Todd Lyght       | Entraîneur des Defensive Backs                            | 1er                     | Notre-Dame-du-Lac (1991)  |
| Mike Elston      | Coordinateurs de Linebackers et du recrutement            | 6e                      | Michigan (1998)           |
| Mike Sanford Jr. | Coordinateur offensif et des quarterbacks                 | 1er                     | Boise State (2005)        |
| Keith Gilmore    | Entraîneur ligne défensive                                | 1er                     | Wayne State (1981)        |
| Paul Longo       | Directeur du conditionnement physique                     | 6e                      | Wayne State (1981)        |

## Les résultats
| Saison Régulière 2015                                                                              |                  |                                                     |                                    |           |              |                            |             |
| Sem.                                                                                               | Dates            | Stades                                              | Adversaires                        | Résultats | Statistiques | Classements CFP/AP/Coaches | Assistances |
| 1                                                                                                  | 5 septembre      | Notre Dame Stadium, South Bend, Indiana             | Longhorns du Texas                 | G 38-03   | 1 - 0        | - / #11 / #11              | 80 795      |
| 2                                                                                                  | 12 septembre     | Scott Stadium, Charlottesville, Virginie            | @ Cavaliers de la Virginie         | G 34-27   | 2 - 0        | - / # 9 / #11              | 58 200      |
| 3                                                                                                  | 19 septembre     | Notre Dame Stadium, South Bend, Indiana             | #14 Yellow Jackets de Georgia Tech | G 30-22   | 3 - 0        | - / # 8 / #10              | 80 795      |
| 4                                                                                                  | 26 septembre     | Notre Dame Stadium, South Bend, Indiana             | Minutemen d'UMass                  | G 62-27   | 4 - 0        | - / # 6 / # 8              | 80 795      |
| 5                                                                                                  | 3 octobre        | Memorial Stadium, Clemson, Caroline du Sud          | @ #12 Tigers de Clemson            | P 22-24   | 4 - 1        | - / # 6 / # 7              | 82 415      |
| 6                                                                                                  | 10 octobre       | Notre Dame Stadium, South Bend, Indiana             | Midshipmen de la Navy              | G 41-24   | 5 - 1        | - / #15 / #15              | 80 795      |
| 7                                                                                                  | 17 octobre       | Notre Dame Stadium, South Bend, Indiana             | Trojans d'USC                      | G 41-31   | 6 - 1        | - / #14 / #13              | 80 795      |
| 8                                                                                                  | 24 octobre       | Semaine de repos (bye week)                         | -                                  | -         | -            | - / #11 / #10              |             |
| 9                                                                                                  | 31 octobre       | Lincoln Financial Field, Philadelphie, Pennsylvanie | #21 Owls de Temple                 | G 24-20   | 7 - 1        | - / # 9 / # 9              | 69 280      |
| 10                                                                                                 | 7 novembre       | Heinz Field • Pittsburgh, Pennsylvanie              | Panthers de Pittsburgh             | G 42-30   | 8 - 1        | # 5 / # 9 / # 8            | 68 400      |
| 11                                                                                                 | 14 novembre      | Notre Dame Stadium, South Bend, Indiana             | Demon Deacons de Wake Forest       | G 28-07   | 9 - 1        | # 4 / # 6 / # 6            | 80 795      |
| 12                                                                                                 | 21 novembre      | Fenway Park, Boston, Massachusetts                  | @ Eagles de Boston College         | G 19-16   | 10 - 1       | # 4 / # 5 / # 5            | 38 686      |
| 13                                                                                                 | 28 novembre      | Stanford Stadium, Palo Alto, Californie             | @ #9 Cardinal de Stanford          | P 36-38   | 10 - 2       | # 6 / # 4 / # 4            | 51 424      |
| # x indique les classements CFP/AP (Associated Press)/Coaches de l'équipe avant le début du match. |                  |                                                     |                                    |           |              |                            |             |
| Après-saison régulière                                                                             |                  |                                                     |                                    |           |              |                            |             |
| Match                                                                                              | Date             | Stade                                               | Adversaire                         | Résultat  | Statistique  | Classements CFP/AP/Coaches | Assistance  |
| Fiesta Bowl 2016                                                                                   | 1er janvier 2016 | University of Phoenix Stadium, Glendale (Arizona)   | #7 Ohio State                      | P 28-44   | 10-3         | # 8 / # 9 / # 8            | 71 123      |
| Bilan de la saison : 10 victoires, 3 défaites                                                      |                  |                                                     |                                    |           |              |                            |             |

## Classement final desIndépendants
| Classement 2015 des INDEPENDANTS |                              |    |   |   |                     |               |
| Places                           | Équipes                      | G  | P | N | Bowls               | Stat. Finales |
| 1                                | Fighting Irish de Notre Dame | 10 | 2 | 0 | Fiesta Bowl 2016    | 10 - 3        |
| 2                                | Cougars de BYU               | 9  | 3 | 0 | Las Vegas Bowl 2015 | 9 - 4         |
| 3                                | Black Knights de l'Army      | 2  | 9 | 0 | -                   | 2 - 9         |

N.B. : L'équipe de football américain des Midshipmen de la Navy quitte la conférence Indépendants après la saison 2014 pour intégrer l'American Athletic Conference. Les autres disciplines sportives de la Navy restent au sein des Indépendants.

## Bilan de la saison

### LB Jaylon Smith remporte le Butkus Award 2015[17]
Le junior LB Jaylon Smith du Fighting Irish de Notre Dame remporte le Butkus Award 2015 récompensant le meilleur linebacker de la saison.
Capitaine de la très solide défense du Fighting Irish, LB Jaylon Smith a réussi 113 plaquages, 1 sack, 2 fumbles récupérés et 5 passes défendues. Plus que ses statistiques, c’est son leadership sur le terrain qui a le plus impressionné en 2015.
Il est le second joueur de l’Histoire à avoir remporté ce trophée au lycée et à l’université. Le premier était son prédécesseur au sein de la défense de Notre Dame : LB Manti Te'o.
Lors du scrutin, le linebacker de Notre Dame a reçu 89 points devançant LB Reggie Ragland (Alabama, 61 points) et LB Raekwon McMillan (Ohio State, 20 points).

## Rankings 2015
| 2015    | Semaines   | Semaines   | Semaines   | Semaines   | Semaines   | Semaines   | Semaines   | Semaines   | Semaines   | Semaines | Semaines | Semaines | Semaines | Semaines | Semaines | Semaines | Semaines |
| Polls   | Pré.       | 1          | 2          | 3          | 4          | 5          | 6          | 7          | 8          | 9        | 10       | 11       | 12       | 13       | 14       | Final    |          |
| ------- | ---------- | ---------- | ---------- | ---------- | ---------- | ---------- | ---------- | ---------- | ---------- | -------- | -------- | -------- | -------- | -------- | -------- | -------- | -------- |
| AP      | #11        | # 9        | # 8        | # 6        | # 6        | # 15       | #14        | #11        | # 9        | # 8      | # 6      | # 5      | # 4      | # 9      | # 8      | #11      |          |
| Coaches | #11        | #11        | #10        | # 8        | # 7        | # 15       | #13        | #10        | # 9        | # 9      | # 6      | # 5      | # 4      | #10      | # 9      | #12      |          |
| C.F.P   | Non publié | Non publié | Non publié | Non publié | Non publié | Non publié | Non publié | Non publié | Non publié | # 5      | # 4      | # 4      | # 6      | # 8      | # 8      | -        |          |

## Résumés des matchs
| - Date : 24 octobre 2015 |